# Pedro Salmerón
Pedro Agustín Salmerón Sanginés (Coatzacoalcos, Veracruz, 7 de octubre de 1971) es un historiador mexicano, especialista en estudios de la Revolución mexicana.

## Biografía
Nacido en Coatzacoalcos (Veracruz) en 1971, se crio no obstante en Celaya. Se licenció, obtuvo un máster y se doctoró en historia en la Universidad Nacional Autónoma de México (UNAM).

## Trayectoria académica
Ha trabajado en la Escuela Nacional de Antropología e Historia, en la Universidad Autónoma de Tamaulipas, en la Universidad de Buenos Aires, en el Instituto Tecnológico Autónomo de México, en el Instituto Nacional de Estudios Históricos de las Revoluciones de México (INEHRM) y fue durante mayo de 2022 director del Archivo General Agrario. 

## Militancia y carrera como funcionario
En diciembre de 2018, fue nombrado director del INEHRM tras años de trabajar como intelectual orgánico al servicio del Sistema Político Mexicano desde el sexenio de Vicente Fox Quesada (2000), y bajo la administración de Felipe Calderón Hinojosa y Enrique Peña Nieto, pese a llamarlos "espurios". Como director del INEHRM fue despedido del cargo en septiembre de 2019 por la Secretaria de Cultura Alejandra Fraustro, a raíz del escándalo público que suscitó el haber llamado «comando de jóvenes valientes» a los terroristas y secuestradores de la Liga Comunista 23 de Septiembre, que asesinaron al empresario Eugenio Garza Sada en 1973.
Como militante, desde 1988 participó en el Partido Revolucionario de los Trabajadores y ha participado en otras organizaciones políticas desde entonces.
Fue también director del Museo Regional de Guadalajara, del 16 de junio de 2021 al 16 de febrero de 2022; al terminar su gestión fue criticado por permitir el deterioro del inmueble.
En enero de 2022, fue propuesto para finalmente ser rechazado como embajador de México en Panamá, debido a que su nombramiento acarreó diversas protestas en suelo mexicano como en ese país por la salida a la luz de los casos de acoso sexual que hicieran alumnas del Instituto Tecnológico Autónomo de México (ITAM). Ante estos señalamientos, Salmerón fue rechazado públicamente por la Cancillería de Panamá, para dar paso a la senadora Jesusa Rodríguez.

## Controversias
Pedro Salmerón ha sido criticado por ejercer acoso sexual en espacios académicos y públicos. Ha buscado defenderse de estas acusaciones argumentando que quienes lo difaman tienen motivaciones políticas. En el ITAM, las denuncias por acoso sexual han sido ratificadas por la politóloga Denise Dresser y hasta por la propia Estefanía Veloz, correligionaria en MORENA de su mismo partido político.
Además de los casos de acoso sexual que se le han atribuido a Pedro Salmerón en diversos entornos académicos y políticos, en 2022 estuvo involucrado en otra controversia. Durante una visita al puerto de Manzanillo, Colima para presentar su libro "La batalla por Tenochtitlan", Salmerón se vio envuelto durante la madrugada en una pelea con un vendedor ambulante. Según testigos presenciales Salmerón, en estado de ebriedad, se enfrascó en una confrontación física contra un taquero luego de intentar satisfacer su hambre, siendo sometido por el mismo. Este altercado culminó con su arresto y traslado a la cárcel municipal donde se negó a dar su nombre a las autoridades. Al día siguiente, clandestinamente, Salmerón fue remitido a la Feria del libro en la capital  de Colima en calidad de exiliado para continuar con la presentación de su obra.
En febrero de 2023, en respuesta a la amplia difusión de alegatos, y en uso de sus derechos civiles Salmerón ha optado por establecer una denuncia contra más de 29 personas y organizaciones, entre las que se encuentran  Joaquín López Dóriga, Raymundo Riva Palacio, Gabriela Warkentin, Sabina Berman y Salvador García Soto.
El acoso sexual de Pedro Salmerón ha sido tipificado como sistemático en los diversos espacios donde ha ejercido tales actos, como son las universidades, estados y también, de acuerdo con algunos testigos, en el partido Morena, como los sostenidos por la propia Estefanía Veloz.
Además de que las denuncias de acoso sexual contra Pedro Salmerón han sido comprobadas, también ha sido señalado por plagio. En 2025, estudiantes de la licenciatura en Historia de diversas universidades, especialmente de la ENAH, lo criticaron por apropiarse del nombre y contenido de un proyecto estudiantil llamado Sembradores de Historia: Laboratorio de imaginación histórica. Junto con Paco Ignacio Taibo II, Salmerón habría copiado íntegramente la iniciativa sin otorgar el debido crédito. Ante estas acusaciones, el funcionario de la 4T, previamente denunciado por acoso sexual, bloqueó a varios alumnos en sus redes sociales sin dar explicación al respecto. 

## Obras
Autor
- — (2001). Aarón Sáenz Garza: militar, diplomático, político, empresario. México: Miguel Ángel Porrúa.
- — (2006). La División del Norte. La tierra, los hombres y la historia de un ejército del pueblo. México: Planeta.
- — (2007). Juárez. La rebelión interminable. México: Planeta.
- — (2009). 101 preguntas sobre la Revolución Mexicana. México: Grijalbo.[3]
- — (2010). Los carrancistas. La historia nunca contada del victorioso Ejército del Noreste. México: Planeta.
- — (2015). 1915: México en Guerra. México: Planeta.
- — (2016). Los falsificadores de la historia y otros extremos. México: Ítaca.
- — (2021). La batalla por Tenochtitlán. México: Fondo de Cultura Económica.

Coautor
- Ávila Espinosa, Felipe Arturo; Salmerón Sanginés, Pedro (2015). Historia breve de la Revolución Mexicana. México: Secretaría de Educación Pública, Instituto Nacional de Estudios Históricos de la Revolución Mexicana, Siglo Veintiuno Editores.